# 2أس4 تايوبان

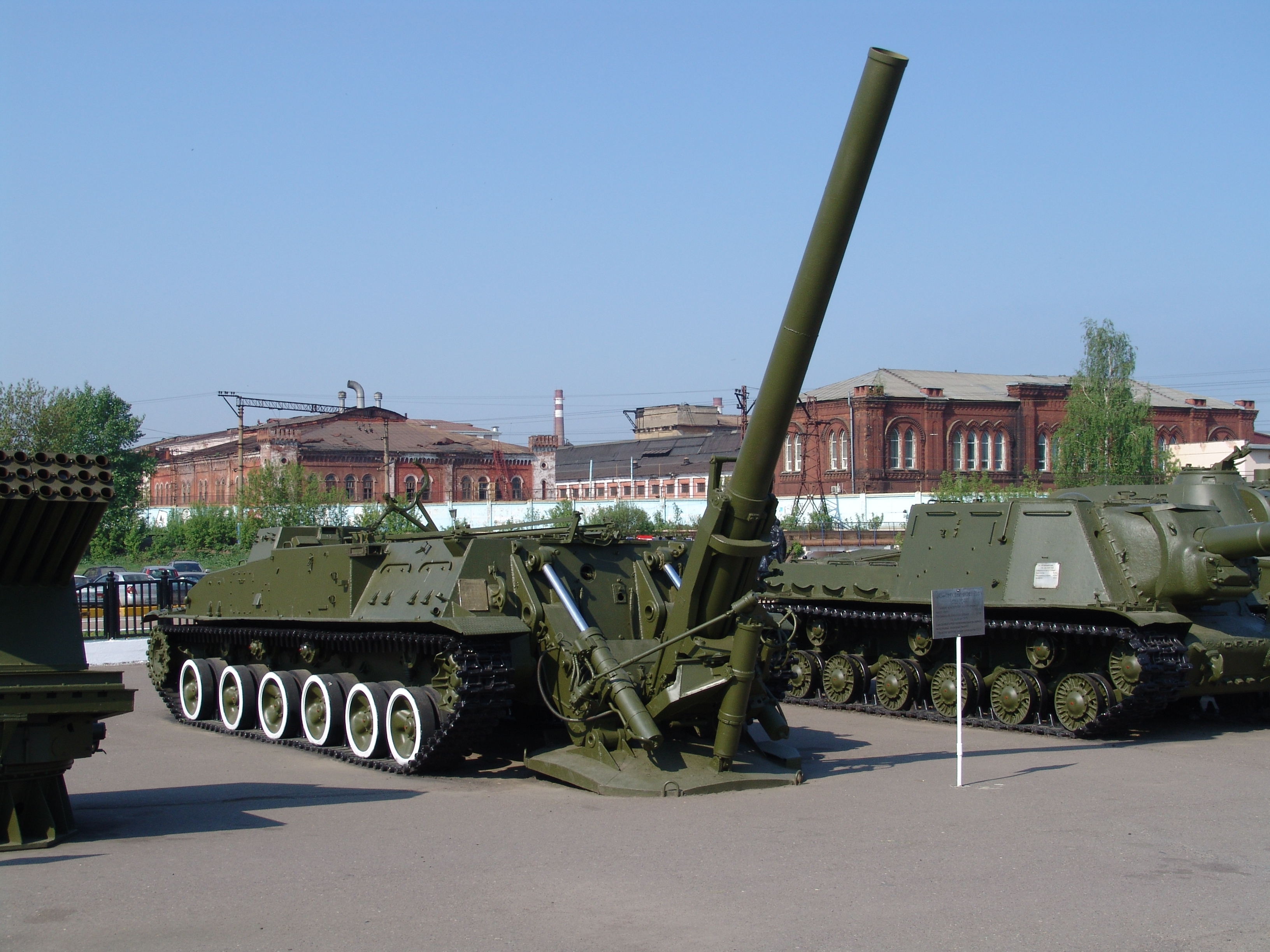
تيولبان في وضعية الاستعداد.

2إس4 تيولبان ((بالروسية: «2С4 Тюльпан»)‏؛ (بالعربية: توليب)) مدفع هاون ثقيل ذاتي الحركة طُور في الاتحاد السوفيتي، قطره 240  ملم. تصنيف جي آر إيه يو الخاص بها هو "2إس4". يعد تيولبان أكبر سلاح هاون مستخدم لليوم.

## الوصف
يشترك تيولبان 2إس4 في نفس الهيكل مع 2 أس 3 أكتسيا، ويحمل هاون 2بي8 قطر 240 مم، موضوع خارجاً وملحق بالجزء الخلفي من الهيكل. تبلغ سعة 2إس4 20 قذيفة. تُوضع القذائف في مخزنين آليين على شكل إسطوانة. تُغذى العبوات من الجزء العلوي من الناقل، حيث توضع على مسار. ومن ثم يميل الهاون إلى الوضع الأفقي. يفتح المؤخرة وتدفع مطرقة آلية العبوات فيها. تغلق المؤخرة ويميل الهاون إلى وضعية إطلاق النار. وأثناء المعارك، يميل الهاون من 50 الى 80 درجة، ويمكنه إطلاق قذيفة واحدة كل الدقيقة.

## روابط خارجية
- دليل التعرف على الجيش. هاون 2S4 TYULPAN M-1975 240mm ذاتية الدفع على روسيا المدرعة
- فيديو لإطلاق قذيفة هاون من طراز Tyulpan
- مقطع فيديو عام 2019 لإطلاق تايولبان
- 2S4 240 ملم تولبان في Armscontrol.ru
- www.globalsecurity.org
- مدفع الجيش الروسي الخارق هو مدمر للمدينة - مصلحة وطنية